# مسجد خوناخان
مسجد خوناخان هو مسجد يقع في مرغيلان، منطقة فرغانة، في اوزبكستان.

## تاريخ
تم بناء مسجد خوناخان في القرن السادس عشر وتم تجديده في العقد الأول من القرن الحادي والعشرين. يحتوي على مئذنتين بارتفاع 26 متر، ولا تزال الأعمدة الخشبية المنحوتة الاصلية المرئية.